# Villers-devant-Dun
Villers-devant-Dun település Franciaországban, Meuse megyében. Lakosainak száma 51 fő (2022. január 1.). Villers-devant-Dun Tailly, Aincreville, Doulcon, Mont-devant-Sassey és Montigny-devant-Sassey községekkel határos.

## Népesség
A település népessége az elmúlt években az alábbi módon változott:
| Lakosok száma | 114  | 72   | 83   | 70   | 52   | 54   | 52   | 51   | 51   | 51   |
|               | 1968 | 1982 | 1990 | 2006 | 2013 | 2015 | 2017 | 2019 | 2020 | 2022 |